# Gewone blauwkopworm
Gewone blauwkopworm (Lumbricus rubellus) is een regenworm in het geslacht Lumbricus. Hij is vooral te vinden op voedselrijke plaatsen. Het is een soort regenworm die verwant is aan Lumbricus terrestris. 

## Kenmerken
De gewone blauwkopworm is meestal roodbruin of roodachtig violet, iriserend dorsaal en lichtgeel ventraal. Ze zijn gewoonlijk ongeveer 25 millimeter tot 105 millimeter lang, met ongeveer 95-120 segmenten. De soort is in te onderscheiden van andere Lumbricus-soorten door de positie van het clitellum en de niet zichtbare mannelijke porie. 

## Habitat
Lumbricus rubellus leeft van nature in bodems die rijk zijn aan organisch materiaal, bij voorkeur mest en uitwerpselen. De wormen hebben losse grond nodig om zich in te graven en een grond die vochtig genoeg is voor gasuitwisseling. Verdere eisen zijn onder meer abiotische factoren als pH en temperatuur. verschillende abiotische factoren zijn van belang voor Lumbricus rubellus. De pH is van bijzonder belang; een bereik van 5,5 tot 8,7 is acceptabel met een voorkeur voor neutrale gronden. De temperatuur is ook significant, met implicaties voor onder andere groei, ademhaling, stofwisseling en voortplanting. Een ideale temperatuur is 10,6 °C. Een andere abiotische factor is vocht, dat belangrijk is voor de ademhaling. Een vergelijkbare soort, Millsonia anomala, was het meest actief bij een vochtgehalte van 10-17%.

## Rol in ecosystemen
De gewone blauwkopworm  werd onder meer geïntroduceerd in Canada, de Verenigde Staten, Chili en Australië. In de voorheen regenwormvrije gebieden van Noord-Amerika verandert de worm de samenstelling van de aarde en veroorzaakt zo een cascade van effecten. Deze veranderingen veranderen ook de microbiologische samenstelling van de bodem, beïnvloeden ongewervelde dieren, gewervelde dieren en de ontwikkeling van zaailingen. Dit verandert hele plantengemeenschappen en brengt zeldzame planten in gevaar.
Het wordt door vissers gebruikt als aasworm, vooral in Noord-Amerika. Ongebruikte wormen worden meestal op de grond gedumpt en kunnen zich over grote gebieden verspreiden. Dit is de reden waarom Noord-Amerika bijzonder hoge populaties heeft in de buurt van meren.
In Indonesië en China wordt Lumbricus rubellus, samen met andere soorten wormen, gekweekt en verwerkt tot eiwitpoeder en verkocht als voedingssupplement of medicijn. Door het hoge gehalte aan aminozuren, gemaakt van de eiwitten die het bevat, is de worm ook geschikt voor de productie van hoogwaardig dier- en visvoer.